# 本田孝一
本田 孝一（ほんだ こういち、1946年1月9日 - ）は、日本の書道家。日本アラビア書道協会会長。元大東文化大学国際関係学部国際文化学科教授。東京都出身。

## 経歴
- 1969年 東京外国語大学卒業
- 1990年 第2回国際アラビア書道コンテスト審査員奨励賞受賞
- 1993年 第3回アラビア書道コンテスト入賞（敢闘賞）
- 2001年 イラン国際イスラム書道コンテスト入選

## 著作
- 「アラビア語の入門」白水社、1993年、新版2001年ほか
- 「イスラム書道芸術大鑑」（訳書）平凡社、1996年
- 「パスポート初級 アラビア語辞典」（イハーブ・アハマド・イベード共編著）白水社、1997年、新版2004年
- 「ステップアップ　アラビア語」白水社、1998年
- 「アラビア文字を書いてみよう読んでみよう」（師岡カリーマ・エルサムニー共著）白水社、1999年、新版2006年
- 「アラビア語対訳 千夜一夜物語―アラジンと魔法のランプ　アリババと40人の盗賊」大学書林、2003年
- 「ステップアップ　アラビア語の入門」白水社、2004年、新版2017年
- 「アラビア書道の宇宙　本田孝一作品集」白水社、2006年